# Arachnodes morati
Arachnodes morati là một loài bọ cánh cứng trong họ Bọ hung (Scarabaeidae).